# マイクロシステムズ ・インターナショナル

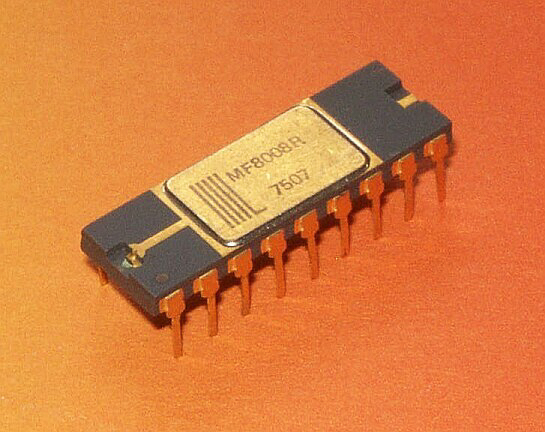
MIL MF8008R 8 ビット マイクロプロセッサ、Intel 8008 の セカンドソース。

マイクロシステムズ ・インターナショナル（Microsystems International Limited、MIL）は、カナダのオンタリオ州オタワに本社を置く、1969年に設立された通信用マイクロエレクトロニクス企業である。MILは、ノーテル・ネットワークス（当時はノーザン・エレクトリック）が、商用半導体企業を設立しようとした初期の試みであった。 
MIL は、Intel 4004 の設計に基づく世界最古のマイクロプロセッサのひとつ、MIL MF7114の製造元として歴史的に重要である。MILはこのチップを使用した一連の初期マイクロコンピュータも製造しており、その中にはMIL CPS-1も含まれている。このCPS-1は、組み立てが必要なキットではなく、完成した形で出荷されたマイクロコンピュータ・システムの最も初期の例といえるかもしれない。他にもいくつかのアップグレードモデルが続いた。

## 歴史

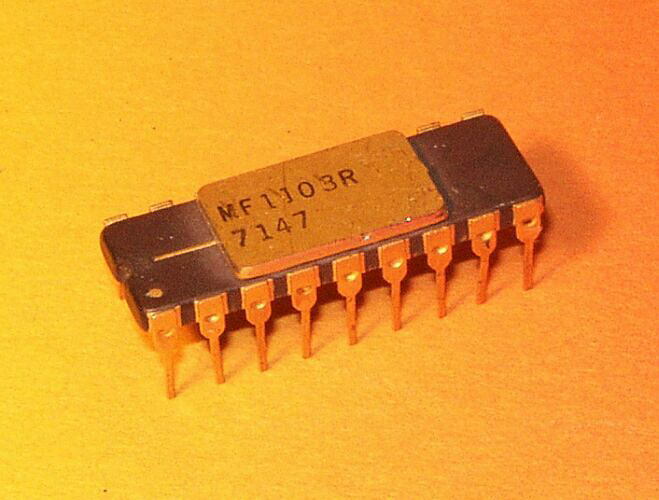
MIL MF1103R 1 kb PMOS DRAM,、Intel 1103のセカンドソース。

当時、業界標準のICがなかったために、電子機器メーカーはカスタム集積回路の作成を余儀なくされていた。MILは、ノーザン・エレクトリック用のカスタム・デバイスだけでなく、そのような標準デバイスを供給できる商社を作ろうという試みであった。ノーザン・エレクトリック社がこの分野に参入したのは、カナダ連邦政府の強い要請によるものであった。

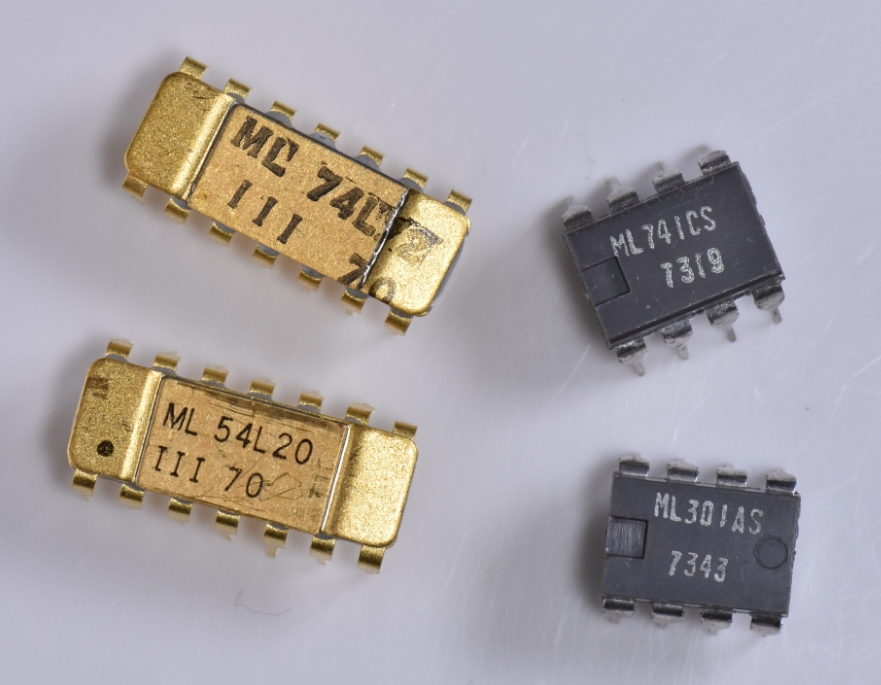
MIL スタンダンードバイポーラ・デジタルTTLロジックのML54L20、 ML74L72とリニア・オペアンプML301とML741。

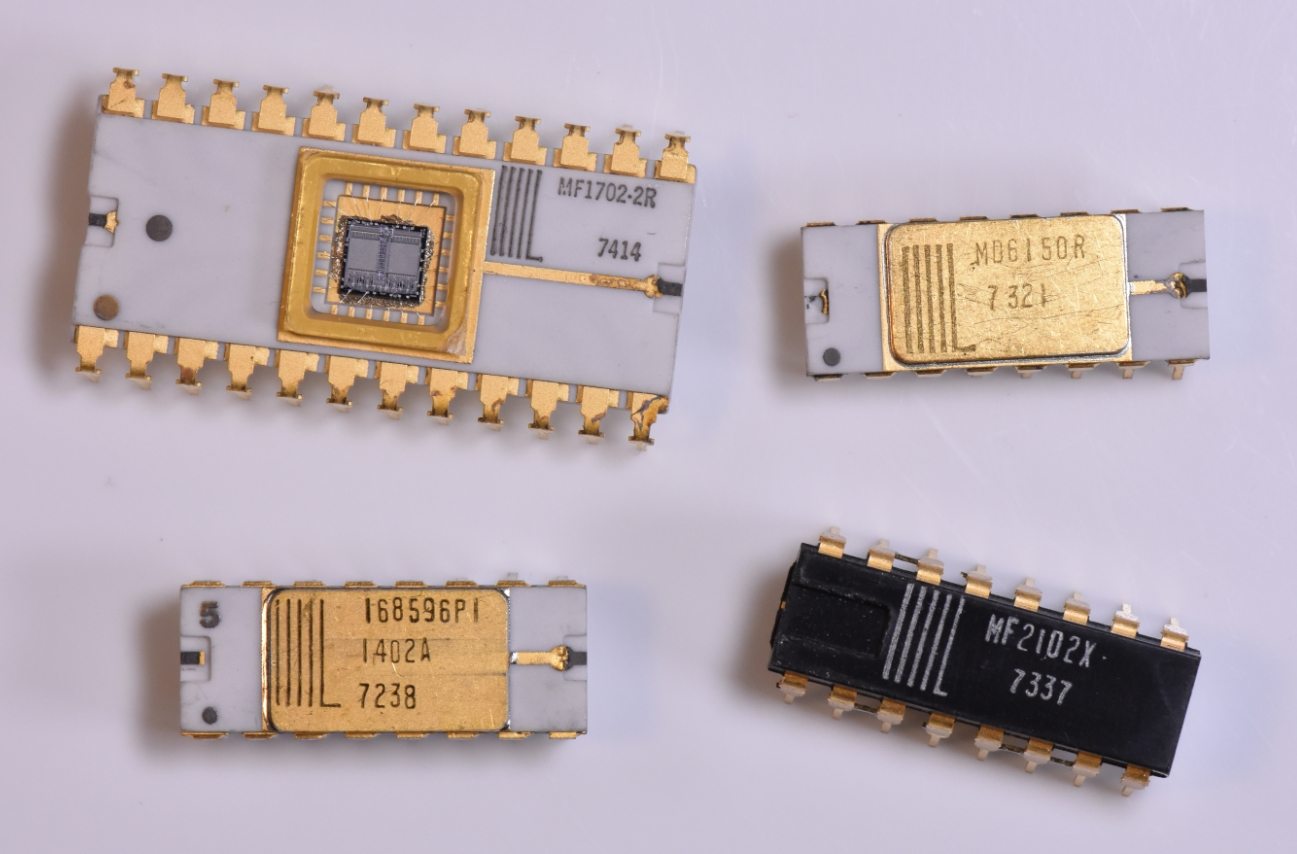
MIL MF1702 2kb EPROM、MD6150 256b バイポーラSRAM、MF1402 1kb ダイナミック・シフト・レジスタ、および MF2102 1kb NMOS SRAM。

MILは、標準的なTTLデジタル・ロジック部品やオペアンプのようなリニア製品を含むバイポーラおよびMOS半導体デバイスの両方を製造し、さまざまなメモリ部品も製造していた。1971年、MILはインテル1103 DRAM ICの第二の供給元となった。MILがインテルに支払ったライセンス料により、インテルは1971年に創業以来初めて黒字を計上することができた。
MILは一度も黒字を出すことができず、1974年の半導体市場の低迷によって損失はさらに悪化した。MILはノーテルの研究部門であるベル・ノーザン・リサーチに買収され、後にノーテルに合併された。MILは1974年に買収され、ノーテルの研究部門であるベル・ノーザン・リサーチに統合された。MILの製造施設は、2009年にノーテルが倒産するまで、カナダ最大の半導体工場として操業を続けた。

## スピンオフ
MILの最も永続的な貢献は、起業家テリー・マシューズとマイケル・コープランドの出会いの場となったことだ。2人は会社を辞め、カナダのオンタリオ州カナタにハイテク産業の多くを設立した。彼らは一緒にミテルを立ち上げた。 コープランドは後にコーレルを立ち上げた。 マシューズは後にニューブリッジ・ネットワークスを立ち上げた。 コープランドはMILの上司から、MILが清算される数カ月前に大企業の庇護から離れることを戒められていた。
1975年のISSCC会議でMILの4K DRAMに関する論文を発表したディック・フォス（Dick Foss）とボブ・ハーランド（Bob Harland）は、MILで形成されたもう1つのパートナーシップであった。彼らは当初メモリ設計ハウスとしてMOSAIDを立ち上げ、リバースエンジニアリング、EDAソフトウェア、メモリ試験装置製造など、他の関連分野にも手を広げた。リバースエンジニアリング事業は1989年にSemiconductor Insights（現在のTechInsights）として独立した。